# IC 1091
IC 1091 је спирална галаксија у сазвјежђу Вага која се налази на листи објеката дубоког неба у Индекс каталогу.
Деклинација објекта је - 11° 8' 26" а ректасцензија 15h 8m 13,4s. Привидна величина (магнитуда) објекта IC 1091 износи 13,7 а фотографска магнитуда 14,5. IC 1091 је још познат и под ознакама MCG -2-39-1, IRAS 15055-1057, PGC 54044.